# Pierre Chapo
Ne doit pas être confondu avec Pierre Chapot.
Pour les articles homonymes, voir Chapo.
Pierre Chapo (23 juillet 1927- janvier 1987), né à Paris est un designer, créateur de mobilier français. 

## Biographie
Pierre Chapo est né dans le 19e arrondissement de Paris, mais  en 1937 la famille s'installe à Vierzon, dans le Cher, le jeune homme s'essaie à la peinture. Puis rencontre en 1947 un charpentier de marine; dans son atelier il découvre le travail du bois, et décide de s'inscrire à l'École nationale supérieure des beaux-arts, section architecture avec Henri Larrieu et Louis Aublet. Les études sont entrecoupées de voyages vers les pays scandinaves, du service militaire en Allemagne, ainsi que d'un périple d'un an en Amérique centrale et un stage dans un cabinet d'architectes en Arizona. 
De retour en France, Pierre Chapo poursuit le travail du bois essentiellement le chêne, le frêne et l'orme massif qu'il articule avec le double intérêt qu'il porte au design contemporain et au savoir-faire de l'artisanat traditionnel. Après quelques années, il ouvre une galerie boulevard de l'Hôpital, où il expose ses réalisations ainsi que celles d'autres créateurs comme Isamu Noguchi avec lequel il partage une approche sculpturale et organique, il reçoit ses premières commandes parmi lesquelles un lit simple demandé par Samuel Beckett.
En 1960, lors de l'exposition Arts et techniques de l'artisanat, son travail est reconnu par la ville de Paris dont il reçoit la  Médaille d'or.
Puis c'est le développement de l'atelier de fabrication de meubles, à Clamart et la participation à plusieurs projets avec des fabricants et des aménagements avec différents architectes-maitres d’œuvre dont le travail de certains comme Charlotte Perriand pour la station des Arcs l’influencera et dont il éditera plus tard une table basse,.
En 1967, il expose au  Salon des artistes décorateurs et remporte la Médaille de bronze de la Société d'encouragement à l'art et à l'industrie.
Cette même année, il s'installe à Gordes et y crée sa société et son usine qui vend et fabrique les meubles audacieux et robustes, en bois massif qu'il dessine, tout en conservant l'atelier de Clamart et la boutique de Paris, étendant son réseau avec des dépositaires à Bruxelles et dans plusieurs villes de France avec la sous-traitance de trois ateliers dans les Vosges.
Il poursuivra ainsi sa carrière donnant également des conférences en France et à l'étranger dont le sujet tourne autour des notions d'ébéniste, de menuisier, de  bois, de tradition, création et sincérité.
À partir de 1983, il est diagnostiqué atteint de la maladie de Charcot, Pierre Chapo s'éteint en 1987 à peine âgé de 60 ans .